# Maurício Brasilino Leite
Maurício Brasilino Leite (Patos, 18 de fevereiro de 1940) é um empresário e político brasileiro. Se casou com Sílvia Regina Carvalho Leite, com quem teve três filhos.

## Biografia
Filho do casal Orlando Leite Cavalcanti e Maristela Brasilino Leite, é formado em administração de empresas, cursou direito no Centro de Ensino Unificado de Brasília.
Empresário, pecuarista e jornalista, foi eleito deputado federal pela Arena em novembro de 1974 e assumiu o mandato em fevereiro de 1975 e neste mesmo ano integrou, como membro efetivo, a Comissão de Comunicações, se tornando vice-presidente, e na condição de suplente, a Comissão de Agricultura e Política Rural da Câmara Federal.
Em setembro de 1978, a Assembléia Legislativa o elegeu suplente do senador Mílton Bezerra Cabral, representante da Paraíba na categoria de senadores escolhidos por via indireta, que ficaram conhecidos como “biônicos”. Ficou na Câmara Federal até o final de janeiro de 1979, quando encerrou o seu mandato e  também a legislatura. Com o bipartidarismo extinto em novembro de 1979, filiou-se no ano posterior ao PDS, sucessor da Arena no apoio ao governo.
Em junho de 1986, o senador Milton Bezerra Cabral foi eleito indiretamente para um mandato-tampão no governo da Paraíba e Maurício, já filiado ao PFL, assumiu a vaga no Senado no dia 18 do mesmo mês. Integrou, como titular, a Comissão de Relações Exteriores.
O fato de mais destaque em sua atuação nessa comissão aconteceu em outubro de 1986, quando o que era rotina no Congresso tomou a dimensão de um escândalo: o ato de conseguir vantagens em troca de um voto dado em plenário ou nas comissões. Para que a Comissão de Relações Exteriores aprovasse a indicação dos nomes de 11 embaixadores para seus postos futuros, ele solicitou ao governo que retirasse da Paraíba todos os agentes da Polícia Federal, devido a um fato ocorrido em dezembro de 1984, quando o delegado da Polícia Federal Antônio Toscano comandou o inquérito sobre o assassinato do jornalista Paulo Brandão Cavalcanti e concluiu pelo envolvimento no episódio do então governador Wilson Braga, amigo do senador. Diante disso, o senador fez manobra para adiar a aprovação e só se tranquilizou quando o presidente José Sarney prometeu apurar o que vinha acontecendo com a Polícia Federal.
Concorreu no pleito de novembro de 1986, obtendo expressiva votação (267.111 votos), mas não conseguiu se reeleger. Ficou exercendo seu mandato até janeiro de 1987, quando encerrou a legislatura. Passou a cuidar de suas atividades particulares, mas voltou a disputar o cargo de deputado federal em 1998, na legenda da coligação comandada pelo PMDB, em que o PFL integrou, mas não obteve êxito. Então, passou a se dedicar às suas atividades empresariais.
Foi diretor das rádios Espinharas (de Patos), Caturité (de Campina Grande) e Arapuan (de João Pessoa); diretor-presidente e proprietário da Rádio Independência de Brasília; e fundador das faculdades de Economia, de Letras, de Geografia, de História e de Veterinária e Agronomia da Fundação Francisco Mascarenhas, de Patos. Na condição de funcionário público federal, trabalhou como fiscal do Instituto de Administração Financeira da Previdência e Assistência Social (IAPAS).